# I’ll Always Remember You
"I'll Always Remember You" to specjalny, dziewiąty odcinek czwartej serii amerykańskiego serialu Hannah Montana. Jest odcinkiem podwójnym, a więc emitowanym zarówno w dwóch pojedynczych częściach, jak i jako całość. Został wyreżyserowany przez Boba Koherra i Shannona Flynna, a jego scenariusz napisali Andrew Green i Maria Brown-Gallenberg. Międzynarodowa premiera odcinka za pośrednictwem Disney Channel miała miejsce 7 listopada 2010, choć już 2 listopada tego samego roku odcinek ukazał się w USA i Kanadzie na DVD zatytułowanym Who Is Hannah Montana?. Premierowa emisja w Stanach zgromadziła 7.1 miliona widzów. W odcinku pojawiła się dwójka gości specjalnych, amerykańscy prezenterzy telewizyjni Jay Leno i Phil McGraw.
W odcinku Miley (Miley Cyrus) zdaje sobie sprawę, że Hannah Montana sprawia jej dużo problemów. Najpierw jej druga tożsamość staje się powodem, dla którego Jesse (Drew Roy) z nią zrywa. Później okazuje się, że przez sekret Miley nie miała czasu na zainteresowania, przez co nie dostaje się ona na Stanford University, w przeciwieństwie do Lilly (Emily Osment). Dziewczyna dowiaduje się, że udałoby jej się to, gdyby wydała swoją tajemnicę. Zmęczona Miley postanawia zdradzić sekret o swojej podwójnej tożsamości w programie The Tonight Show.

## Scenopis

### Część 1
Miley zamierza powiedzieć swojemu chłopakowi, Jessiemu, że jest Hanną Montaną. Ćwiczy to przed Lilly, która ma za złe przyjaciółce, że jej druga tożsamość – Lola spychana jest na dalszy plan. Zaraz potem w domu Stewartów zjawia się Jesse, który zdradza, że już dawno temu domyślił się sekretu Miley. Później Hannah śpiewa piosenkę "Barefoot Cinderella" w programie The Tonight Show with Jay Leno, pod koniec występu dostając całusa od Jessego. Prowadzący program, Jay Leno, podejrzewa romans między piosenkarką a jej gitarzystą. Następnego dnia Miley rozmawia z Lilly na promenadzie, skarżąc się na skomplikowane życie. Zaraz potem zjawia się tam Jesse, podziwiany przez ludzi na promenadzie za związek z Hanną. Chłopak przytula Miley, po czym media nagłaśniają jego równoległy związek z Hanną i przypadkową dziewczyną. Gitarzysta zostaje oskarżany w telewizji oraz drogą sms-ową przez swoją rodzinę. Stwierdza, że podwójne życie jego dziewczyny sprawia mu problemy i zrywa z Miley.
Miley rozmawia z ojcem przy śniadaniu na temat Jessego. Zaraz potem do domu wbiega rozentuzjazmowana Lilly z listami ze Stanford University. Okazuje się, że dostała się na uczelnię, podczas gdy Miley nie. Stewart jedzie samochodem na uniwersytet z prośbą o przyjęcie, rozmawiając z zajmującą się rekrutacją panią Jameson. Okazuje się, że mimo podobnych wyników z nauki, Lilly miała większe zaangażowanie pozalekcyjne niż jej przyjaciółka. Robby Ray, w celu pocieszenia córki, robi dla niej makron z serem i bekonem, jednak Miley wraca do domu niezadowolona. Uważa za niesprawiedliwe to, że jest olbrzymią gwiazdą, a nie może zdradzić, choć pomogłoby jej to w dostaniu się na studia. Zaraz po powrocie, Miley znowu wyrusza ku Stanfordowi, gdzie zdradza, że była asystentką Hanny. Pani Jameson mówi jej jednak, że potrzebuje dokumentu potwierdzającego to. Dziewczyna wraca do domu, przebiera się za Hannę Montanę i znów jedzie do Stanforda, gdzie w przebraniu piosenkarki mówi pani Jameson, że Miley u niej pracowała. Dowiaduje się jednak, że nawet, o ile byłaby to prawda, nastolatka dostałaby się zaledwie na listę rezerwowych. Oprócz tego kobieta mówi jej, że uczelnia byłaby zaszczycona uczyć kogoś z dokonaniami takimi, jakie ma Hannah Montana, i przy wynikach w nauce równych Miley, uniwersytet mógłby ją przyjąć. Dziewczyna postanawia zdjąć przy niej perukę, jednak w ostatniej chwili się powstrzymuje i wychodzi. Odcinek kończy się piosenką wykonywaną przez Sienę, Rico i Jacksona w strojach zwierząt, opowiadającej o kolejnym kłopocie dziewczyny.

### Część 2
Miley po powrocie do domu chce zjeść przygotowany przez jej ojca makaron z serem i bekonem, jednak okazuje się, że Robby i Lilly już cały zjedli. Zaraz potem nastolatka rozpacza z powodu niedostania się na studia. Lilly mówi jej, że zrezygnuje z uniwersytetu w tym roku i pójdzie na niego wraz z przyjaciółką za rok. Zaraz potem w domu Stewartów zjawia się Jesse, śpiewając pod drzwiami piosenkę dla swojej byłej dziewczyny. Prosi ją o ponowne chodzenie ze sobą, po czym Miley się zgadza i para postanawia wraz z Lilly pojechać na pizzę. Miley idzie do swojego pokoju, gdzie w lustrze widzi swoje odbicie, jednak pod postacią Hanny. Jej wyobraźnia tworzy obraz jej drugiej osobowości, która wytyka dziewczynie myślenie tylko o sobie i fakt, że przyjaciele specjalnie się dla niej poświęcają. Gdy nastolatka schodzi do salonu, wyobraża sobie Jessego i Lilly mówiących jej to samo. Mimo iż to tylko wybryk jej wyobraźni, Miley mówi im, że mimo wszystko nie zdradzi sekretu Hanny i odchodzi.
Dziewczyna siedzi w swoim pokoju i ogląda album ze zdjęciami Hanny. Zaraz potem przychodzi do niej Robby, z którym Miley wspomina, jak wspaniale wyglądał kilka lat temu pomysł podwójnego życia. Nastolatka pyta ojca, czy właściwe byłoby zdradzenie sekretu, jednak ten mówi, że odpowiedź na to pytanie zależy od jej decyzji. Miley idzie do garderoby Hanny i ogląda znajdujące się w niej ubrania i buty (towarzyszy temu utwór "I'll Always Remember You"). Wspomina sytuacje, kiedy była w nie ubrana (w odcinku pojawiają się wówczas fragmenty wcześniejszych). Później zjawia się w programie The Tonight Show with Jay Leno, tłumacząc, że ma coś bardzo ważnego do zdradzenia. Wchodzi na scenę i mówi, że nie jest tym, za kogo się podaje. Ściąga perukę i na oczach widowni oraz telewidzów, w swojej naturalnej fryzurze, wykonuje "Wherever I Go". W trakcie napisów końcowych pojawia się piosenka Sieny, Rico i Jacksona przebranych za dzieci i leżących w łóżku, opowiadająca o zdradzeniu przez Miley sekretu.

## Tło
Już przed rozpoczęciem serii czwartej pojawiły się informacje o godzinnym odcinku kończącym serial. Wbrew pozorom, nie jest to jeszcze ostatni epizod, a Jason Earles grający w serialu Jacksona potwierdził emisję kolejnych pięciu odcinków. "I'll Remember You" jest już czwartym odcinkiem serialu Hannah Montana, trwającym godzinę i dzielonym na dwie części – poprzednimi były "Achy Jakey Heart" z serii drugiej oraz "He Could Be the One" i "Miley Says Goodbye?" z serii trzeciej. Premiera telewizyjna w wielu krajach miała miejsce 7 listopada 2010 za pośrednictwem Disney Channel. Disney Channel w USA wyemitował odcinek jako całość o godzinie 7:30 p.m. czasu lokalnego, a polski oddział kanału o 9:50. Oglądalność w trakcie premiery amerykańskiej wyniosła 7.1 miliona widzów, co jest rekordem wśród wszystkich dotychczasowych odcinków czwartej serii serialu. W fabule epizodu nie uczestniczą Jackson (Jason Earles), Rico (Moisés Arias) i Siena (Tammin Sursok), jednak pojawiają się oni w wykonywanych wspólnie piosenkach. Gośćmi specjalnymi w odcinku są Jay Leno i Phil McGraw.

## Obsada
| Postać                       | Odtwórca             | Polski dubbing            | Część              |
| Główni bohaterowie           | Główni bohaterowie   | Główni bohaterowie        | Główni bohaterowie |
| ---------------------------- | -------------------- | ------------------------- | ------------------ |
| Miley Stewart/Hannah Montana | Miley Cyrus          | Julia Hertmanowska        | 1-2                |
| Lily Truscott/Lola Luftnagle | Emily Osment         | Julia Kołakowska          | 1-2                |
| Jackson Stewart              | Jason Earles         | Marcin Hycnar             | 1-2                |
| Rico Suave                   | Moisés Arias         | Wit Apostolakis-Gluziński | 1-2                |
| Robby Ray Stewart            | Billy Ray Cyrus      | Krzysztof Banaszyk        | 1-2                |
| Goście specjalni             |                      |                           |                    |
| oni sami                     | Jay Leno             | Robert Tondera            | 1-2                |
| oni sami                     | Phil McGraw          | brak informacji           | 1                  |
| Role gościnne                |                      |                           |                    |
| Jesse                        | Drew Roy             | Maciej Więckowski         | 1-2                |
| Siena                        | Tammin Sursok        | Maria Niklińska           | 1-2                |
| pani Jameson                 | Valerie Mahaffey     | Agnieszka Fajlhauer       | 2                  |
| Role epizodyczne             |                      |                           |                    |
| perkusista                   | Charlene Deguzman    | brak informacji           | 1-2                |
| keybordzista                 | Alvin C. Forbes      | brak informacji           | 1-2                |
| basista                      | Max Atom Kuehn       | brak informacji           | 1-2                |
| Lenny                        | Geoffrey Giro Plitt  | brak informacji           | 1-2                |
| Buster                       | Nathaniel John Smith | brak informacji           | 1-2                |
| Lenny                        | Geoffrey Giro Plitt  | brak                      | 1-2                |

## Muzyka
| Utwór                      | Wykonawca                    | Album                  | Scena                              |
| -------------------------- | ---------------------------- | ---------------------- | ---------------------------------- |
| "Barefoot Cinderella"      | Hannah Montana (Miley Cyrus) | Hannah Montana Forever | pierwszy występ w The Tonight Show |
| "I'll Always Remember You" | Hannah Montana (Miley Cyrus) | Hannah Montana Forever | wspomnienia Miley                  |
| "Wherever I Go"            | Hannah Montana (Miley Cyrus) | Hannah Montana Forever | drugi występ w The Tonight Show    |